# Одесская политехника
Национальный университет «Одесская политехника» (укр. Національний університет «Одеська політехніка») — украинский технический ВУЗ в городе Одесса. Занимает 1-е место в рейтинге лучших технических вузов Одессы и 6-е место в общем рейтинге лучших технических вузов Украины. Входит в состав Европейской ассоциации университетов.

## Названия
- 1918—1933 годы: Одесский политехнический институт (ОПИ)
- 1933—1944 годы: Одесский индустриальный институт (ОИИ)
- 1944—1993 годы: Одесский политехнический институт
- 1993—2001 годы: Одесский государственный политехнический университет (ОГПУ)
- 2001—2020 годы: Одесский национальный политехнический университет (ОНПУ)
- 2020—2021 годы: Государственный университет «Одесская политехника» (Одесская политехника)[3]
- с 2021 года: Национальный университет «Одесская политехника» (Одесская политехника)

## История
Одесский политехнический институт был основан 18 сентября 1918 года усилиями одесского инженера и политика М. В. Брайкевича. В институт было зачислено 1100 студентов, занятия проводились в здании бывших Сабанских казарм.
Впоследствии на базе института были созданы такие учебные заведения, как Одесский национальный морской университет, Одесская национальная академия связи, Одесский национальный экономический университет, Одесская государственная академия строительства и архитектуры.
В 1941 году Одесский индустриальный институт был эвакуирован в Пензу. На его основе был создан Пензенский индустриальный институт (ныне — ).
В 60-е годы XX-го столетия на базе филиала Политехнического института в Севастополе был создан Севастопольский национальный технический университет.
В 1945 году индустриальный институт был превращен в политехническое высшее учебное заведение. В 1968 за достигнутые большие успехи в подготовке специалистов и развитие науки был награждён Почётной грамотой Верховного Совета Украинской ССР. В 1971 году Указом Президиума Верховного Совета СССР Одесский политехнический институт награждён грамотой и орденом Трудового Красного Знамени. В 1977 году Постановлением Совета Министров Украинской ССР и Украинского республиканского совета профессиональных комитетов, коллектив Одесского политехнического института занесён на Республиканскую Доску Почёта.
Постановлением Кабинета Министров Украины № 646 от 13.08.1993 года институт переименован в Одесский государственный политехнический университет. На базе ОГПУ был создан учебно-научный комплекс «Политехнический университет», который объединяет лицеи, гимназии, колледжи, техникумы города Одессы и Южного региона Украины. В комплексе обучается около 20 000 студентов, стажеров, аспирантов и докторантов, трудится около 4 000 преподавателей, научных сотрудников, инженерно-технических работников. Среди них член-корреспондент Академии педагогических наук Украины, 57 академиков и член-корреспондентов государственных и отраслевых Академий наук Украины, более 120 профессоров и докторов наук, около 450 доцентов и кандидатов наук, 21 заслуженный деятель науки и техники Украины и заслуженный работник народного образования Украины, 50 отличников образования Украины.
16 сентября 1998 награждается Почётной грамотой Кабинета Министров Украины и памятным знаком.
Согласно Указу Президента Украины № 591 от 07.08.2001 года университету присвоен статус национального высшего учебного заведения.
Ученые и специалисты университета сделали большой вклад в развитие науки и техники. Вот некоторые из них: лауреат Нобелевской премии, академик Тамм И. Е.; Герои Социалистического Труда: Атрощенко В. И., Боресков Г. К., Корчагина В. И., Нудельман А. Э.; лауреаты Государственных премий Ажогин В. В., Бараб-Тарле М. Е., Гутенмахер Л. И., Дащенко А. Ф., Мандельштам Л. И., Матвеенко М. М., Махлин Б. А., Панов Л. И., Папалекси Н. Д., Пристер Б. С., Севцов А. И., Сташко А. Я., Усов А. В., Шойхет Ф. М., Якимов А. В.
Сегодня университет сотрудничает с учебными, научными и производственными центрами 20 зарубежных стран. В 2000 году в Одесской политехнике открыта кафедра ЮНЕСКО.
Одесская политехника выпустила более 90 тысяч инженеров для разных отраслей народного хозяйства, около 4 тысяч специалистов для 102 стран мира.
За время существования Одесскую политехнику возглавляли 18 ректоров: профессора Нилус А. А., Тимченко И. Ю., Суслов Г. К.; инженеры Розенфельд М. Ф., Передерий И. Я., Шмуклер А. Д., Гурвич Н. З., Тягнибеда Л. Ф., Беленький С. Н., Волохович М. Ф., Березко С. П., Кобелев М. П., профессор Добровольский В. А., академик Ямпольський С. М., профессора Коваленко К. С., Заблонский К. И., Ажогин В. В. С 1987 по 2010 год университетом руководил академик Малахов В. П.

## Корпусы и кампусы
Основная материально-техническая база Одесской политехники сосредоточена в живописном центре города по адресу: проспект Шевченко, 1. Здесь находятся учебные корпуса, научно-техническая библиотека и дворец культуры студентов. Компактно организованный студгородок, профилакторий, стадион и спортивный комплекс расположены вблизи, по адресу: ул. Маршала Говорова, рядом с дендропарком имени Победы.
Общая структура:
- учебные корпуса — 22;
- общежития — 11;
- научно-техническая библиотека;
- дворец культуры студентов;
- санаторий-профилакторий;
- спортивно-оздоровительный комплекс «Чайка» (Каролино-Бугаз, станция «Студенческая»);
- спортивный комплекс с 9 специализированными спортивными и тренажерными залами;
- стадион;
- спортивные площадки — 4

## Структура

### Учебно-научные институты и факультеты
- Институт информационной безопасности, радиоэлектроники и телекоммуникаций
- Институт промышленных технологий, дизайна и менеджмента
- Институт машиностроения
- Институт компьютерных систем
- Институт энергетики и компьютерно-интегрированных систем управления
- Институт электромеханики и энергоменеджмента
- Институт бизнеса, экономики и информационных технологий
- Институт медицинской инженерии
- Украинско-немецкий институт
- Украинско-польский институт
- Украинско-испанский институт
- Институт дистанционного и заочного образования
- Институт подготовки иностранных граждан
- Химико-технологический факультет
- Гуманитарный факультет

### Колледжи
- Одесский автомобильно-дорожный колледж
- Херсонский политехнический колледж
- Новокаховский политехнический колледж

### Центры
- Центр последипломного образования, индивидуальной подготовки и переподготовки
- Учебно-консультационный центр «Автодиагностика»
- Учебно-консультационный центр «ПОЛИН»
- Консультационный научный центр «Инженерная механика»
- Консультационный научный центр «Политех-консалт»
- Региональный центр энергосбережения и энергоменеджмента
- Центр украинского и русского языка как иностранных
- Учебно-консультационный центр «СИТИС-Политех»

## Студенческая жизнь
Помимо профильной образовательной деятельности, университет поддерживает различного рода самоорганизацию студентов и способствует всестороннему развитию молодежи.
При университете с 1957 года ведёт свою деятельность клуб туристов «Романтик». Помимо этого, ежегодно проводится конкурс студенческих талантов «Студенческая осень», а также организовываются различные мероприятия в центре по оздоровлению студенческой молодежи при университете «Чайка».

## СМИ
В университете выпускается газета «Одесский политехник» — официальное СМИ с вакансиями, новостями и анекдотами. Распространяется в бумажном виде и имеет незначительный тираж — 2000 экземпляров.

## Преподаватели
- Добросердов, Дмитрий Константинович — химик